# Uranius Tholus

Uranius Tholus

Uranius Tholus é um vulcão marciano localizado no quadrângulo de Tharsis à latitude 2.9º N e longitude 121.6 W . Possui diâmetro de 101.7 km de diâmetro e recebeu o nome de um albedo clássico.

## Vulcões
Tharsis é uma terra de grandes vulcões.  Olympus é o maior vulcão conhecido. Mons é o nome dado a uma elevação na topografia marciana. Tholus tem a mesma designação, mas para montes menores. Uma patera é mais plana e tal como um vulcão com uma abertura gigantesca. De fato, uma patera se formara provavelmente quando o topo de um vulcão desabou devido à câmara magmática estar vazia. O Lago Crater no Oregon se formou dessa maneira.

Mapa do quadrângulo de  Tharsis com os principais acidentes geográficos indicados.  Tharsis contém muitos vulcões, incluindo o Olympus Mons, o mais alto vulcão no sistema solar. Destaca-se o Ceraunius Tholus, que apesar de parecer pequeno, tem a altura aproximada do Monte Everest, na Terra.
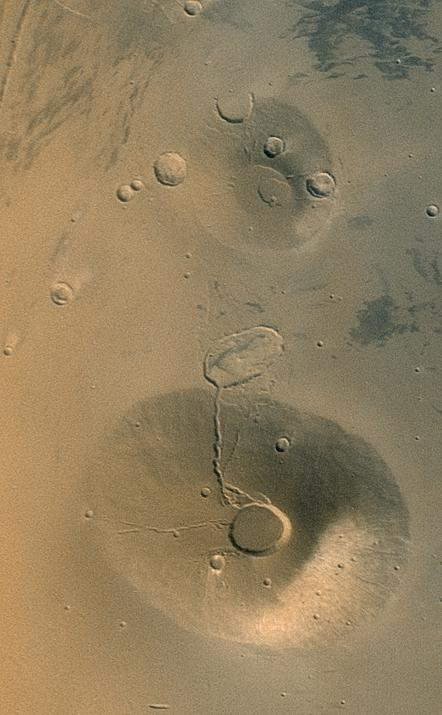
O vulcão menor é o Ceraunius Tholus e o vulcão maior o Uranius Tholus, vistos pela Câmera Orbital da Mars Global Surveyor.  Ceraunius Tholus tem quase a mesma altura do Monte Everest.

## Refêrencias
1. ↑  «Uranius Tholus». Gazetteer of Planetary Nomenclature (em inglês). USGS Astrogeology Research Program. Consultado em 6 de novembro de 2018